# Bartholinsgade
Bartholinsgade  er en gade mellem Øster Søgade og Nansensgade i Indre By (København).
Den er opkaldt efter den berømte videnskabsslægt Bartholin, der blandt andet talte lægen Thomas Bartholin (1616-1680), som opdagede menneskets lymfekarsystem og var livlæge for Christian 5.
Gaden ligger ved siden af det tidligere Kommunehospital, hvor Bartholin-Instituttet blev grundlagt i 1987.
I gadens sydøstlige ende findes bagsiden af Sankt Andreas Kirke.